# FK Šiauliai
Maillots
Le FC Šiauliai est un club lituanien de football basé à Šiauliai.

## Historique
- 1995 : fondation du club KFK Šiauliai (baketball et football clube)
- 2004 : fondation du club FK Šiauliai
- 2016 1er février officiellement annoncé qu'il n'est pas en A ligue.

Il n'y avait pas de sponsor général.
Aucune activité pour le moment.

## Palmarès
- Championnat de Lituanie D2 (1) :
  - Vainqueur : 2004.
- Coupe de Lituanie :
  - Finaliste : 2013.

## Bilan saison par saison
| Saison | Niveau | Division   | Position | @      | Remarque                 |
| ------ | ------ | ---------- | -------- | ------ | ------------------------ |
| 2004   | 2.     | Pirma lyga | 1.       | [ 3 ]  | Promotion en A lyga (D1) |
| 2005   | 1.     | A Lyga     | 9.       | [ 4 ]  |                          |
| 2006   | 1.     | A Lyga     | 8.       | [ 5 ]  |                          |
| 2007   | 1.     | A Lyga     | 8.       | [ 6 ]  |                          |
| 2008   | 1.     | A Lyga     | 7.       | [ 7 ]  |                          |
| 2009   | 1.     | A Lyga     | 4.       | [ 8 ]  |                          |
| 2010   | 1.     | A Lyga     | 8.       | [ 9 ]  |                          |
| 2011   | 1.     | A Lyga     | 4.       | [ 10 ] |                          |
| 2012   | 1.     | A Lyga     | 5.       | [ 11 ] |                          |
| 2013   | 1.     | A Lyga     | 7.       | [ 12 ] |                          |
| 2014   | 1.     | A Lyga     | 7.       | [ 13 ] |                          |
| 2015   | 1.     | A Lyga     | 9.       | [ 14 ] |                          |
| 2016   | †      | A Lyga     | †        |        | disparition              |

## Bilan européen
Légende
- Victoire ou qualification pour le tour suivant
- Match nul
- Défaite ou élimination de la compétition

Note : dans les résultats ci-dessous, le score du club est toujours donné en premier
| Saison    | Compétition  | Tour            | Club            | Domicile | Extérieur | Total   |
| --------- | ------------ | --------------- | --------------- | -------- | --------- | ------- |
| 2010-2011 | Ligue Europa | Deuxième tour Q | Wisła Cracovie  | 0 - 2    | 0 - 5     | 0 - 7   |
| 2012-2013 | Ligue Europa | Premier tour Q  | Levadia Tallinn | 2 - 1    | 0 - 1     | 2 - 2 E |

## Ancien logo

Ancien logo
2013, 2014 logo

### Couleurs
| ŠIAULIAI | ŠIAULIAI |